# Виндрейское сельское поселение
Виндрейское се́льское поселе́ние — муниципальное образование в Торбеевском районе Мордовии Российской Федерации.
Административный центр — село Виндрей.

## История
Статус и границы сельского поселения установлены Законом Республики Мордовия от 28 декабря 2004 года № 127-З  «Об установлении границ муниципальных образований Торбеевского муниципального района, Торбеевского муниципального района и наделении их статусом сельского поселения, городского поселения и муниципального района».

## Население
| 2002 | 2010 | 2012 | 2013 | 2014 | 2015 | 2016 |
| ---- | ---- | ---- | ---- | ---- | ---- | ---- |
| 512  | ↘444 | ↘413 | ↘407 | ↘377 | ↘365 | ↘352 |
| 2017 | 2018 | 2019 | 2020 | 2021 |      |      |
| ↘344 | ↘341 | ↘336 | ↗337 | ↘321 |      |      |

## Состав сельского поселения
| № | Населённый пункт | Тип населённого пункта       | Население |
| - | ---------------- | ---------------------------- | --------- |
| 1 | Виндрей          | село, административный центр | ↘321      |